# Yeni Akit
Yeni Akit est un journal turc. Fondé en 1993, il se distingue par une ligne éditoriale très conservatrice, parfois considérée comme islamiste. Il est réputé proche du Parti de la justice et du développement (AKP).

## Histoire
Le journal Yeni Akit (Nouveau contrat) a été fondé en 1993 sous le nom de "Beklenen Vakit (Temps attendu)". Le 5 décembre 2001, il a changé de nom pour "Anadolu'da Vakit (L'heure en Anatolie)". Il a été de nouveau fermé en raison de ses publications contestataires et agressives. Il a repris sa publication sous le nom de Yeni Akit le 10 octobre 2010.
Le 11 février 2016, alors que la tension sociale est à son comble dans le pays, le siège de la holding Akit Media, éditrice du journal Yeni Akit, est victime d'une attaque aux cocktails Molotov, prise pour cible pour son penchant pro-gouvernement, un acte condamné le jour-même par Reporters sans frontières.
Lors de la crise du Golfe entre pays du Moyen-orient, le journal Yeni Akit prend part à la guerre de communication : dans son édition du 6 juin 2017, le journal publie que l'Arabie saoudite est une « marionnette » des États-Unis. Quelques jours plus tard, le journal Yeni Akit affirme que la liste de demandes formulées au Qatar a été rédigée par les autorités israéliennes.
Le journal soutient l'offensive de l'armée turque en octobre 2019 contre les régions kurdes de Syrie. Après l’exécution de Hevrin Khalaf, une femme politique libérale kurde, Yeni Akit titre : « L’organisation terroriste en état de choc : une de leurs responsables exécutés ». La voiture de la femme politique avait été arrêtée sur une autoroute syrienne par des membres des milices pro-turques, qui l’ont tuée ainsi que son chauffeur.

## Description
Le journal Yeni Akit appartient au holding turc Akit Media.